# Hartmannella
Hartmannella – rodzaj ameb należących do supergrupy Amoebozoa w klasyfikacji Cavaliera-Smitha.
Należą tutaj następujące gatunki:
- Hartmannella abertawensis Page, 1980[1]
- Hartmannella cantabrigiensis Page, 1974[4]
- Hartmannella vermiformis Page, 1967[4]